# Pfaffenkopf (Schinder)
Der Pfaffenkopf ist ein 1620 m ü. NHN hoher Gipfel der Schindergruppe in den Tegernseer Bergen im Mangfallgebirge (Bayerische Voralpen).
Der selten besuchte Gipfel ist nur weglos zu erreichen, z. B. über Schlagalm und Nordostrücken. Am Gipfel findet sich ein Gipfelbuch.

## Galerie

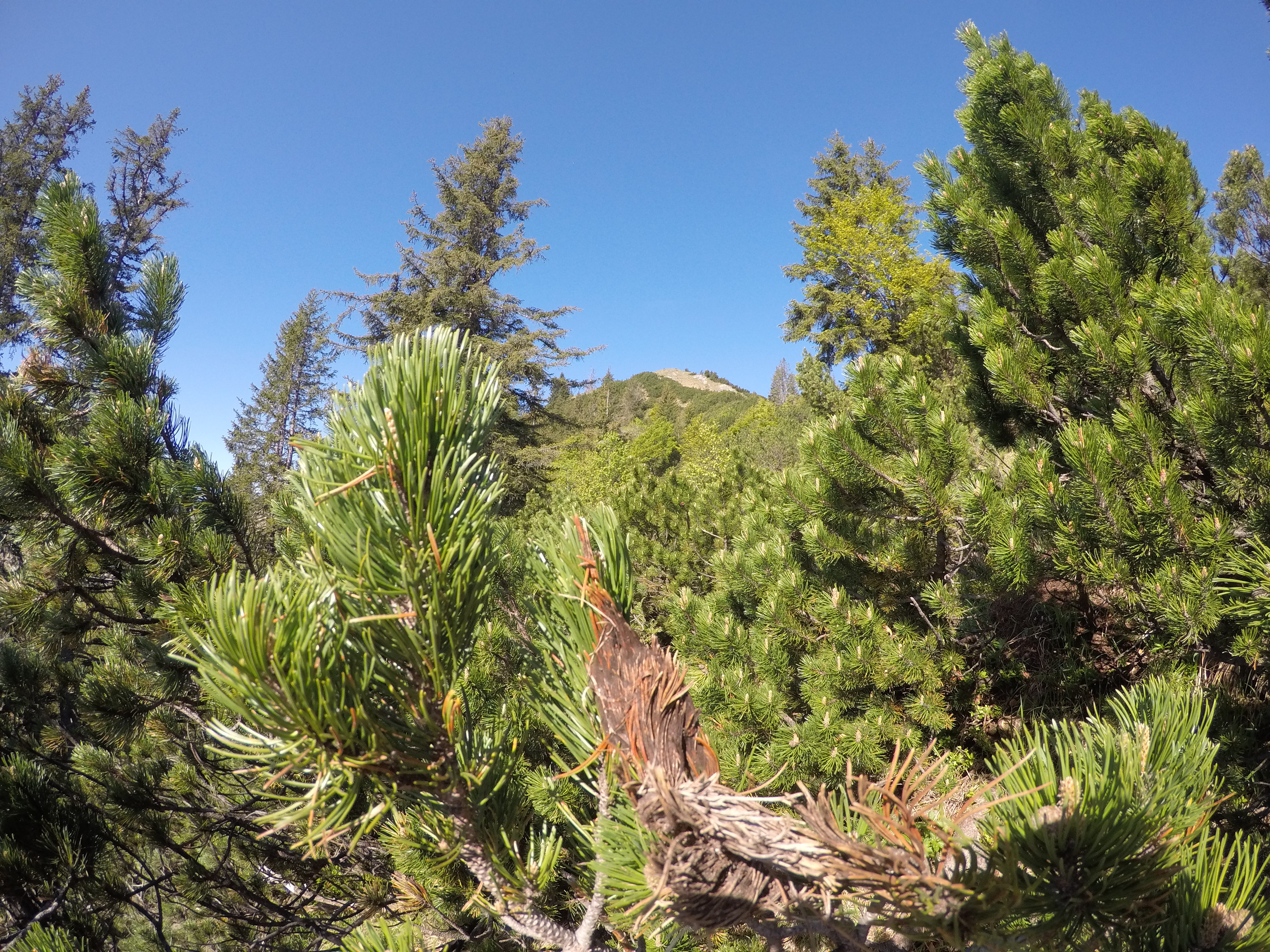
Latschenbewachsener Nordostrücken